# 86-DOS
86-DOS — дисковая операционная система, разработанная компанией Seattle Computer Products для своего микрокомпьютера на базе Intel 8086. Внутри компании и до августа 1980 года операционная система была известна как QDOS (англ. Quick and Dirty Operating System — сделанная наспех операционная система, дословный перевод — быстрая и грязная операционная система). 86-DOS имела сходные команды и копировала некоторые функции CP/M, что позволяло легко портировать программы с CP/M на 86-DOS. Позднее 86-DOS была лицензирована, а затем куплена Microsoft, после чего 86-DOS развивалась как PC DOS и MS-DOS.

## История

### Ранняя история
В 1979 году продажи компьютерного комплекта Seattle Computer Products падали из-за отсутствия операционной системы, из-за чего в апреле 1980 года Тиму Патерсону было поручено создать замену CP/M, которой стала операционная система 86-DOS. Одной из единственных предустановленных программ был Standalone Disk BASIC-86 от Microsoft, разработанный специально для SCP. Тим Патерсон, используя руководство по CP/M-80, начал разрабатывать QDOS, которая впоследствии станет известна под названием 86-DOS. Он самостоятельно добавил поддержку 16-разрядных процессоров в систему, так как выпуск CP/M-86 — 16-разрядной версии CP/M, вновь был отложен. Тим Патерсон негативно высказывался о CP/M и намеревался сделать её лучше и устранить то, что он считал её недостатками: он заменил команду Peripheral Interchange Program командой COPY, так как команда PIP поддерживала несколько зарезервированных имен файлов, а Тим Патерсон встроил их как файлы устройств. Вместо того, чтобы использовать файловую систему CP/M, Патерсон использовал FAT.
К августу 1980 года SCP начала рекламировать 86-DOS по цене в 95 долларов для владельцев их компьютерного комплекта за 1295 долларов, и в 195 долларов для остальных. В рекламе упоминалась возможность 86-DOS читать машинный код микропроцессора Zilog Z80, и впоследствии транслировать его в машинный код Intel 8086.

### Создание PC DOS
В конце 1980 года представители IBM встретились с Дороти Килдалл, женой Гэри Килдалла — основателя Digital Research, и которая занималась финансовыми вопросами компании; Гэри Килдалл тогда был в полёте. Целью переговоров было получение операционной системы для IBM PC. Для продолжения переговоров они предложили ей подписать соглашение о неразглашении, но она колебалась, так как считала, что это ставит под угрозу контроль Digital Research над своим же продуктом. По словам Гэри Килдалла, она тянула до того момента, пока не смогла связаться с юристом Digital Research, Джерри Дэвисом. В тот же день Гэри Килдалл прилетел, и встретился с представителями IBM уже с Джерри Дэвисом. Килдалл подписал соглашение о неразглашении, но он не принял предложение IBM купить CP/M напрямую за 250 000 долларов. Переговоры более не продолжались.
Новая система могла создаваться более года, а IBM она была нужна в течение нескольких месяцев. Пол Аллен из Microsoft узнал о существовании 86-DOS, поэтому позвонил Тиму Патерсону, который сказал, что не против, чтобы Microsoft лицензировала его систему. Билл Гейтс, узнав об этом, спросил у представителя IBM Джека Сэмса, хочет ли он, чтобы Microsoft купили 86-DOS, или чтобы её купила IBM; Джек Сэмс ответил, что купить 86-DOS должна Microsoft.
15 ноября 1980 года Microsoft приобрела неисключительную лицензию на 86-DOS у Seattle Computer Products, обязуясь выплачивать SCP множество роялти за выдачу исходного кода 86-DOS любому OEM-производителю и многое другое. Примерно в апреле 1981 года Тим Патерсон ушел из SCP, а в мае он перешел в Microsoft, чтобы работать полный рабочий день над переносом системы на IBM PC, который использовал Intel 8088, а не Intel 8086. Патерсон практически ежедневно отправлял сообщения о нововведениях системы в центр IBM в Бока-Ратоне через специально созданную для этого систему электронной почты, и IBM практически мгновенно отправляла комментарии. 
27 июля 1981 года, менее чем за месяц до выпуска IBM PC, Microsoft приобрела все права на 86-DOS у SCP за 50 000 долларов США. К выходу IBM PC Microsoft переименовала купленную 86-DOS в MS-DOS, и вскоре начала лицензировать её для IBM, из-за чего появилось две разных операционных системы — IBM PC DOS, предназначавшаяся для IBM PC, и MS-DOS, доступная для лицензирования сторонними компаниями. Позже SCP подала в суд на Microsoft, утверждая, что та скрывала свою сделку с IBM, чтобы купить 86-DOS дешевле. Спор был урегулирован в несудебном порядке, а SCP получила компенсацию в размере около 1 млн долларов.
Джерри Пурнель заявлял, что Килдалл лично показал ему, что введя определенную команду в ранних версиях MS-DOS/PC DOS, на экран будет выведено название Digital Research и имя Килдалла; данная команда являлась пасхальным яйцом, а её название так и не было разглашено. Это может доказать то, что при создании 86-DOS Тим Патерсон использовал исходный код CP/M, хотя он сам неоднократно отрицал это, утверждая, что 86-DOS является его оригинальной работой. В книге 2004 года Гарольд Эванс называл 86-DOS «небрежным клоном» и «плагиатом» CP/M, а также утверждал, что Килдалл действительно добавил в CP/M команду, выводящую название его компании, а её предназначение заключалось в защите от создания клонов системы. 28 февраля 2005 года Патерсон подал на авторов и издателей книги в суд за клевету. В июле 2007 года суд постановил в упрощенном порядке, что клеветы не было, так как утверждения не являются доказуемо ложными.

## История версий
| Название         | Дата                  | Описание |
| ---------------- | --------------------- | --- |
| QDOS 0.10        | июль 1980             | Первая скомпилированная версия системы, но законченная лишь наполовину. Запись FAT использовала 12 бит, что позволило создать более 4000 кластеров. Не была отправлена в продажу.                               |
| QDOS/86-DOS 0.11 | август 1980           | Самая старая версия, доступная для загрузки из Интернета, а также первая версия, отправленная в продажу. Имела основные утилиты для программирования на языке ассемблера, а также включала одну игру — шахматы. |
| 86-DOS 0.2       | август 1980           | Добавлен EDLIN. Номер версии «0.2» не упоминается нигде, кроме непосредственно 86-DOS 0.34. |
| 86-DOS 0.3       | до 15 ноября 1980     | Первая версия, лицензированная Microsoft. |
| 86-DOS 0.33      | декабрь 1980          | Первая версия, распространяемая среди OEM-производителей. Увеличена скорость встроенного ассемблера и внесены изменения в системные вызовы.                                                                     |
| 86-DOS 0.34      | 29 декабря 1980       | н/д |
| 86-DOS 0.42      | 25 февраля 1981       | В файловую систему добавлены 32-байтовые файловые записи. |
| 86-DOS 0.56      | 23 марта 1981         | н/д |
| 86-DOS 0.60      | 27 марта 1981         | Добавлена новая система ввод-вывода. Сочетание клавиш Ctrl+C теперь удаляет все изменения. |
| 86-DOS 0.74      | 15 апреля 1981        | н/д |
| 86-DOS 0.75      | 17 апреля 1981        | Исправлена ошибка. |
| 86-DOS 0.76      | 23 апреля 1981        | н/д |
| 86-DOS 0.80      | 27 апреля 1981        | Изменен консольный ввод. |
| 86-DOS 1.00      | 28 апреля 1981        | Первый официальный релиз. |
| 86-DOS 1.01      | 12 мая 1981           | Исправлена ошибка. |
| 86-DOS 1.10      | 21 июля 1981          | Куплена Microsoft и переименована в MS-DOS 27 июля 1981 года. Добавлена новая система ввода-вывода, исправлена команда RENAME, исправление функций скрытия файлов и даты и времени.                             |
| 86-DOS 1.11      | 3 сентября 1981       | Исправлена ошибка. |
| 86-DOS 1.12      | 9 октября 1981        | Исправлена ошибка. |
| 86-DOS 1.13      | 29 октября 1981       | Исправлена ошибка. |
| 86-DOS 1.14      | не ранее октября 1981 | По словам Тима Патерсона, данная версия аналогична PC DOS 1.0. |

## Команды
Следующий список команд поддерживается 86-DOS 0.3:

### Внутренние команды
- CLEAR;
- COPY;
- DIR;
- DEL;
- RENAME[англ.];
- TYPE[англ.].

### Внешние команды
- ASM;
- CHKDSK;
- DEBUG;
- EDLIN;
- HEX2BIN[комм. 1]
- MAKRDCPM[комм. 2];
- RDCPM[комм. 3];
- SYS[англ.];
- TRANS[англ.].

### Комментарии
1. ↑  Преобразование шестнадцатеричного файла в двоичный[39].
2. ↑  MARKDCPM.COM используется для модификации RDCPM.COM с целью обработки форматов, возможных в CP/M 2.0[39].
3. ↑  Программа RDCPM.COM аналогична команде COPY, за исключением того, что предполагается, что файл находится на диске, отформатированном CP/M-совместимой системой[40].